# Україна — це ти (пісня)
«Україна — це ти» — пісня Тіни Кароль, випущена 1 березня 2015 року. Пісня записана спільно з учасниками шоу «Голос. Діти». Композиція занесена в «Хрестоматію української дитячої літератури для читання в першому — другому класах».

## Опис
Як відомо, після закінчення «Вокальних боїв» Тіна Кароль оголосила в ефірі шоу «Голос. Діти», що для усіх учасників своєї команди життя продовжиться і поза проектом. Співачка сказала, що запрошує усіх дітей заспівати разом з нею патріотичну пісню, яку вона написала сама, а також знятися з нею у відеокліпі.

Музику Тіна Кароль написала сама, а слова — в співавторстві з Миколою Бровченко. Разом з Тіною композицію виконують учасники її команди вокального телешоу «Голос. Діти».
«Це діти мене надихнули написати таку пісню. І ми вирішили зняти спільний кліп … Я дуже хвилююся, тому що я рідко пишу композиції для себе і відкрито про це говорю. Але це красива патріотична пісня про Україну українською мовою», — Тіна Кароль
«Я рада, що діти виконують її. Дуже хочу, щоб їх голоси звучали в ефірі і радували глядачів своєю чистотою, щирістю і добротою, якій так нам зараз бракує», — Тіна Кароль

## Відеокліп
Тіна Кароль з учасниками «Голос. Діти» презентувала патріотичний кліп на композицію «Україна — це ти». Пісню Тіна Кароль презентувала на телеканалі 1+1 перед стартом фіналу вокального шоу «Голос. Діти», який відбувся 1 березня 2015 року. Тіна Кароль призналася, що на написання композиції її надихнули діти.

## Список композицій
| Цифрове завантаження, стримінг | Цифрове завантаження, стримінг | Цифрове завантаження, стримінг | Цифрове завантаження, стримінг | Цифрове завантаження, стримінг |
| #                              | Назва                          | Автор слів                     | Автор музики                   | Тривалість                     |
| ------------------------------ | ------------------------------ | ------------------------------ | ------------------------------ | ------------------------------ |
| 1.                             | «Україна — це ти»              | Тіна Кароль, Микола Бровченко  | Тіна Кароль                    | 3:23                           |
| 2.                             | «Україна – це ти (Live)»       | Тіна Кароль, Микола Бровченко  | Тіна Кароль                    | 4:15                           |

## Live виконання
1 березня 2015 року, У фіналі шоу «Голос. Діти», Тіна Кароль спільно з учасниками зі своєї команди, уперше виконали пісню «Україна — це ти»
25 травня виконала пісню в концертній програмі "Музичний спектакль: «Я все ще люблю»
24 серпня на концерті «Незалежність — це ти» співаки виконували «Україна — це ти» і інші патріотичні пісні для героїв АТО, волонтерів і усіх українців. Співали про любов до Батьківщини, до свободи і справедливості.
24 липня 2016 в Юрмалі (Латвія) відбувся завершальний гала-концерт фестивалю «Made in Ukraina». Тіна виконала пісні «Намалюю» і «Україна — це ти»
24 серпня 2018 в грандіозному святковому шоу «З днем народження, Україно»!, від телеканалу «Україна», Кароль виконала «Україна — це ти»
19 липня 2020 виступила на «Слов'янському базарі» (Вітебськ) з піснями «Перечекати», «Намалюю», «Україна — це ти»
23 грудня в Палаці спорту в Київі, відбувся концерт «Різдвяна історія з Тіною Кароль». Співачка виконала пісні «Вільна» (спільно з Юлією Саніной) і «Україна -це ти»
12 квітня в Польщі на стадіоні «Легії» під час перерви благодійного футбольного матчу «Match For Peace» на підтримку України між Динамо (Київ) і Легія (Варшава), Тіна Кароль виконала композицію «Україна — це ти»

## В культурі
Пісню, яку вже називають дитячим гімном України, занесли в «Хрестоматію української дитячої літератури для читання в першому — другому класах». У книзі опублікували текст і ноти
«Зараз ця пісня буде надрукована в книгах за 1-й і 2-й клас в хрестоматії української мови і літератури. Коли я уперше про це почула, я ридала. Я ридала три дні. Про це можна тільки мріяти», — говорить Тіна Кароль

## Номінації і нагороди
| Рік  | Нагорода | Номінована робота | Категорія   | Результат | Іс.    |
| ---- | -------- | ----------------- | ----------- | --------- | ------ |
| 2016 | «YUNA»   | «Україна — це ти» | Кращий дуєт | Номінація | [ 14 ] |